# Storskavlen
De Storskavlen is een gletsjer op het eiland Edgeøya, dat deel uitmaakt van de Noorse eilandengroep Spitsbergen.
De gletsjer is vernoemd naar Storskavlen in Noorwegen.

## Geografie
De gletsjer ligt ongeveer midden op het eiland en is een grote sneeuwdrift met een doorsnede van tien bij twintig kilometer.
In het noordwesten ontspringt de gletsjer Marsjøbreen.
Ten zuidoosten van de gletsjer ligt de ijskap Edgeøyjøkulen, aan de overzijde van het dal Dyrdalen. Naar het zuiden ligt Digerfonna, naar het noorden Raundalsfonna en naar het noordwesten Blåisen.